# Барбье, Огюст
Анри́-Огю́ст Барбье́ (фр. Henri-Auguste Barbier, 29 апреля 1805, Париж — 13 февраля 1882, Ницца) — французский поэт, драматург, принадлежавший к романтической школе.

## Биография
Родился 29 апреля 1805 года в Париже. Учился в лицее Генриха IV и некоторое время изучал право, однако так и не стал юристом, сразу после учёбы занявшись литературной деятельностью. Вместе с Альфонсом Руайе дебютировал в 1830 году романом «Плохие парни» (фр. Les Mauvais garçons). Обладая достаточными материальными средствами, жил в Париже вполне независимо, не занимая никакой должности, государственной или общественной.
После Июльской революции в «Revue de Paris» стали появляться стихотворения Барбье, скоро доставившие ему известность. Стихотворения на тему революции, написанные по образцу ямбов Андре Шенье, были собраны Барбье в дебютный сборник «Ямбы» («Iambes», 1831), пользовавшийся огромным успехом не только в революционно настроенных кругах французской интеллигенции, но и за пределами Франции, в частности в России. Последовавшие за «Ямбами» сборники стихотворений «Сильвы» (Silves, 1864), «Сатиры» (Satires, 1868), «Героические рифмы» (Rimes héroiques), а также драматические этюды, проза, переводы из Шекспира, Кольриджа и др. (сб. «Chez les poètes») не прибавили ничего к славе, которую Барбье завоевал своими первыми стихами. Соавтор либретто опер Г. Берлиоза «Бенвенуто Челлини» (1838). С 1869 года — член Французской академии.
Умер в Ницце 13 февраля 1882 года.
Поэзию Барбье ценили Лермонтов и особенно поэты-петрашевцы. Среди русских переводчиков Барбье — В. Бенедиктов, В. Брюсов, В. Буренин, П. Вейнберг, И. Гольц-Миллер, Ю. Доппельмейер, С. Дуров, Ковалевский, В. Курочкин, Д. Минаев, П. Антокольский, О. Мандельштам, Вс. Рождественский.